# Boeing 777
A Boeing 777 (angol nyelvterületen elterjedt neve Triple Seven, azaz „Tripla hetes”, a típusszáma miatt) amerikai fejlesztésű, két hajtóműves, szélestörzsű, hosszútávú utasszállító repülőgép. A világ legnagyobb kéthajtóműves utasszállító repülőgépe. Ez az első repülőgép, amit teljes egészében 3D-s szoftverekkel terveztek, az összeépítést is számítógépen modellezték. A program 1990-ben kezdődött a 777-200-as, rövid verzió tervezésével. 1994-ben adták át az elsőt, majd 1995-ben indult a hosszabb törzsű, 777-300-as változat. Turistaváltozatban 440 utas befogadására képes, de modulokkal két- és háromosztályosra is berendezhető. A megnövelt hatótávolságú változat akár 18 órát a levegőben maradhat, ami több mint 17000 km-es hatótávot jelent. A leghosszabb utasszállító repülés rekordját is ez a gép tartja, 22 óra 42 perccel, és több mint 21000 km megtételével. A 777-300ER változaton vannak a világ legnagyobb tolóerejű hajtóművei, a GE 90-115B jelűek, melyek 513 kN tolóerőre képesek hajtóművenként. Mindkét főfutóján 6 kerék található, ezekből a leghátsó kerékpárok kormányozhatóak. A legnagyobb változat maximális felszállótömege 351 tonna. A Boeing először alkalmazott polgári gépen fly-by-wire vezérlést, azonban az ő rendszerük lényegesen különbözik az Airbus megoldásától. Ez az első repülőgép, amelyben a pilóták már nem használnak papírokat, az ellenőrző listák, térképek, az összes dokumentáció színes kijelzőkön jelenik meg.
Legfőbb üzemeltetője, az Emirates 131 ilyen repülőgépet használ. Ebből 3 db 777-200ER, 10 db 777-200LR 12 db 777-300, 96 db 777-300ER és 10 db 777F típusváltozatú. 2007 augusztusáig 50 vevő 1003 db 777-est rendelt meg.

## Fejlesztés

### Tervezés
A 777-es fejlesztése eltért a Boeing hagyományos módszereitől. A történelemben először nyolc nagy légitársaság, név szerint az All Nippon Airways, az American Airlines, a British Airways, a Cathay Pacific, a Delta Air Lines, a Japan Airlines, a Qantas és a United Airlines, jelentős szerepet játszott a tervezésben, korábban a légi fuvarozóknak minimális beleszólásuk volt a fejlesztés folyamatába. Az első csoporttalálkozón, 1990 januárjában, a légitársaságok egy 23 oldalas kérdőívet kaptak kézhez, amelyben az új repülőgéphez támasztott igényeikről kérdezték őket. Két hónappal később a Boeing és társai előtt lassan kirajzolódtak az alapok: egy a 747-eséhez nagyon hasonló törzs, befogadóképesség 325 főig, fly-by-wire vezérlés, a pilótafülkében képernyőkkel helyettesített műszerek, az A330-asnál és a MD–11-esnél jobb gazdaságosság. A Boeing a repülőgép végső összeszerelési helyéül a Washington állambeli Everettet jelölte ki.
1990. október 14-én a United Airlines lett a típus legelső megrendelője, amikor 34 Pratt & Whitney hajtóművekkel felszerelt 777-est rendelt, további 34 gépre opcióval. A 777-es üzembe állításának ideje egybeesett a United terveivel a kiöregedő DC–10-eseinek cseréjére. A United igénye szerint a repülőgépnek három útvonalon kellett helytállnia: Chicagóból és Dallasból Hawaiira valamint Chicagóból Európába. A ETOPS normák teljesítése is követelmény volt. 1993 januárjában a tervezésbe bekapcsolódtak a United fejlesztői is. 240 csapatba osztották őket, amelyek mindegyike legfeljebb 40 tagot számlált. Minden csapat a repülőgép más-más részén dolgozott. A Cathay Pacific kérésére a törzset tovább szélesítették, az alapváltozatot meghosszabbították az All Nippon Airwaysnek, a British Airwaysnek óhajára pedig a belső tér átalakíthatóságát megnövelték.
A 777-es volt az első utasszállító repülőgép, amelyet teljes egészében számítógéppel terveztek. Minden tervrajz egy CATIA nevű CAD szoftverrel készült, amelyet a Dassault Systemes és az IBM biztosított. Ennek segítségével létrejött egy virtuális repülőgép, amelyen a szimulációk során több hibát is korrigálni lehetett, valamint ellenőrizni azt, hogy az egyes részek pontosan illenek-e egymáshoz. A Boeingot először nem győzte meg a program, ezért készítettek egy makettet az orr-részről. Az ezzel végzett kísérletek olyannyira sikeresek lettek, hogy több makett megépítésére már nem volt sem szükség, sem igény.

### Gyártás
A repülőgép gyártásába számos nemzetközi vállalatot vontak be, többet, mint korábban bármikor (ezt később csak a 787-esnél szárnyalták túl). Olyan cégek működtek közre, mint a Mitsubishi Heavy Industries és a Kawasaki Heavy Industries (törzs), a Fuji Heavy Industries (középső szárnyrész), a Hawker de Havilland (magassági kormány) és az Aerospace Technologies of Australia (oldalkormány). A Boeing és a japán légügyi vállalatokat képviselő Japan Aircraft Development Corporation megegyezése alapján az utóbbi 20%-os részesedést szerzett az egész fejlesztési programból. Hogy a légitársaságok válasszák ki a számukra legkedvezőbbet, az eredeti 777-200-as változatot három különböző hajtóművel dobták piacra, amelyeket a General Electric, a Pratt & Whitney és a Rolls-Royce biztosított. A világ legnagyobb kéthajtóműves repülőgépének meghajtására mindegyik cég saját, 340 kN-os vagy annál nagyobb tolóerejű hajtóművet fejlesztett ki.
Tekintettel a 777-esre, a Boeing megkétszerezte everetti szerelőcsarnokának méretét, amelyben két új gyártósor kapott helyet. Az első repülőgép összeszerelése 1993. január 4-én kezdődött, ekkora a 777-esre már 118 rendelés és 95 opció érkezett tíz különböző légitársaságtól. A fejlesztés összköltségét a Boeing több mint 4 milliárd dollárra becsülte, míg a beszállítók költségei elérték a 2 milliárd dollárt.
Az első 777-es, amely a WA001-es sorozatszámot viselte, 1994. április 9-én gurult ki a szerelőcsarnokból. Az első felszállására június 12-én került sor, ezzel pedig kezdetét vette a tizenegy hónapon át tartó széles körű tesztelés. Kilenc, a három gyártó hajtóműveivel felszerelt repülőgépet vizsgáltak különböző helyszíneken, a sivatagos Kaliforniától a jeges Alaszkáig. Az ETOPS normák teljesítésére nyolc, egyenként három órás, egyhajtóműves tesztrepülést is végrehajtottak. Az első legyártott 777-est a Boeing 1994 és 1996 között további tesztelésre használta, és fontos adatokat szolgáltatott a későbbi -200ER és a -300 típusok tervezésénél. A tesztsorozat sikeres volt, így 1995. április 19-én a 777-es egyidőben megkapta az amerikai Szövetségi Légügyi Hivatal (FAA) és az európai Közös Légügyi Hatóság (JAA) tanúsítványát.

### Szolgálatban

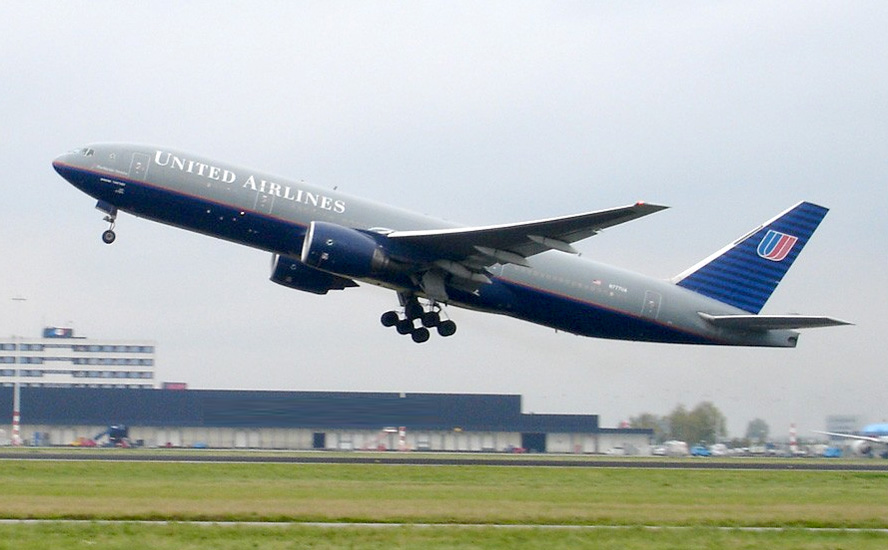
Az első kereskedelmi forgalomba állított 777-200-as, a United Airlines N777UA lajstromjelű gépe

A Boeing az első 777-est a United Airlinesnak szállította le 1995. május 15-én. Az FAA május 30-án ETOPS-180-as engedélyt adott a Pratt & Whitney PW4084-es hajtóművel felszerelt repülőgépnek (a repülőgép 180 perc repülési távolságra távolodhat el repülőterektől), októberben ezt egy ETOPS-207-es igazolvány követte. A United repülőgépe június 7-én állt kereskedelmi forgalomba a londoni Heathrow-i repülőtér és a Washington D.C. melletti Dulles nemzetközi repülőtér közötti járaton.
1995. november 12-én a British Airways megkapta az első 777-est General Electric GE90-77B hajtóművekkel. A repülőgép öt nappal később már szolgálatba is állt. Csapágymeghibásodás miatt a British Airways 1997-ben azonban ideiglenesen kivonta a 777-eseket a transzatlanti járatokról, ám a probléma orvosolása után, még ugyanabban az évben, visszavonták a tilalmat.
Az első Rolls-Royce Trent 877-es által hajtott 777-est a Thai Airways International kapta kézhez 1996. március 31-én. Szolgálatba állásuk óta mindhárom gyártó hajtóművel felszerelt 777-esek megkapták az ETOS-180 tanúsítványt. 1997 júniusára a repülőgépre leadott megrendelések száma már meghaladta a 300-at, az első vásárlók pedig további gépeket akartak beszerezni. A repülési tapasztalatok alapján a repülőgép alkalmasnak bizonyult hosszú távú, óceánon átívelő járatok lebonyolítására, ez pedig további eladásokhoz vezetett. 1998-as adatok alapján a 777-esek 99,96%-a tudott elindulni technikai meghibásodások nélkül, a repült órák száma pedig lassan közelített a 900 000-hez.

## Altípusok

### 777–200
Az első 777–200-as, a 777-es család első típusa 1994. június 12-én emelkedett először levegőbe és az amerikai United Airlinesnak volt először leszállítva 1995. május 15-én. A –200-as tipikus háromosztályos elrendezésben 305 utast szállít 9700 kilométeres távolságra, maximális felszállótömege 247 tonna, hajtóműveinek tolóereje 340 kN. Az altípust elsősorban amerikai belföldi járatokra tervezték, bár több ázsiai légitársaság és a British Airways is alkalmazta.

### 777–300ER

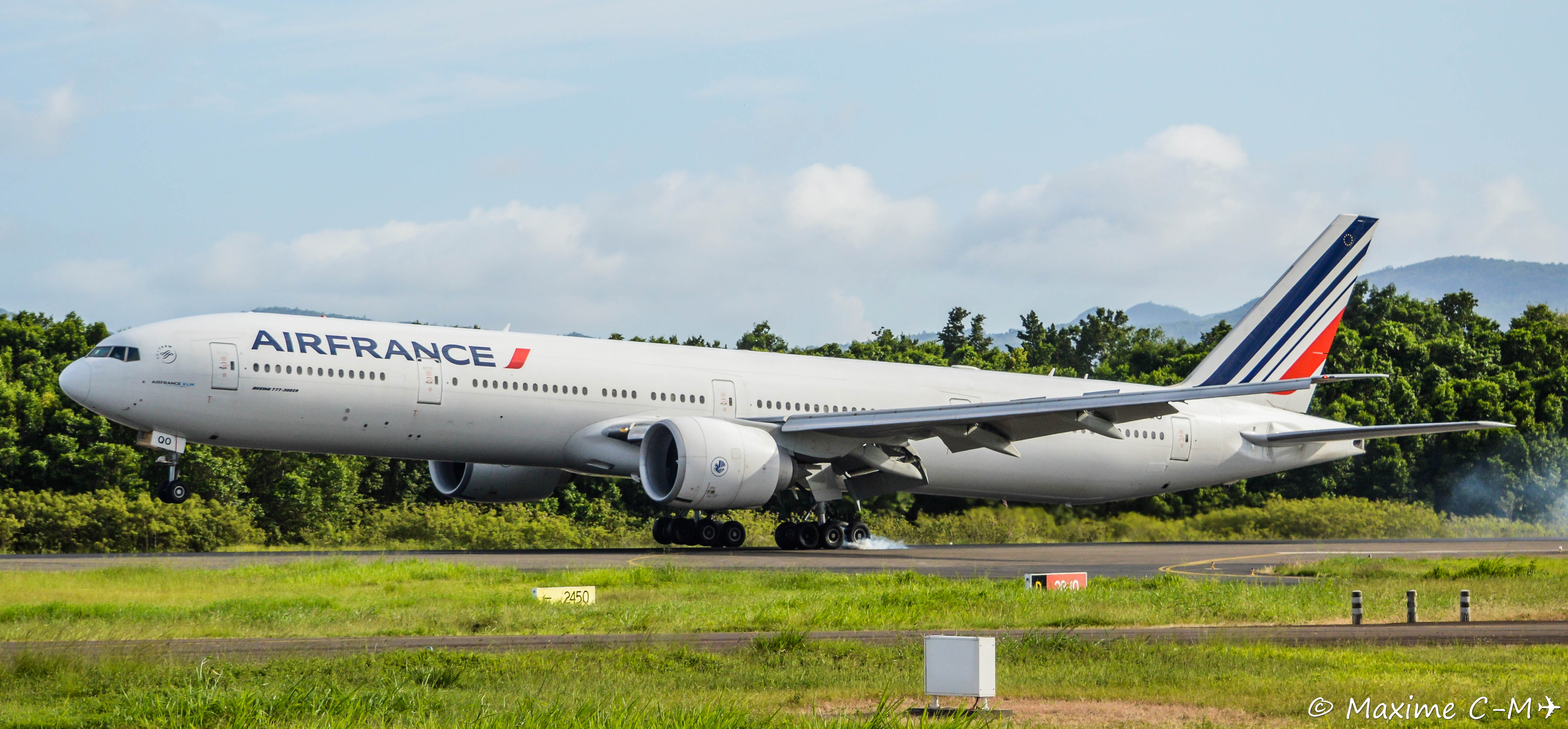
Egy 777–300ER a típust bevezető Air France színeiben

A 777–300ER (az angol "ER" jelentése extended range, azaz megnövelt hatótávolság) a –300-as B-piaci változata (a B repülési piac gépei körülbelül 300 főt szállítanak 5800–7700 tengeri mérföld távolságra). A –300-as változathoz képest nagyobb a maximális felszálló tömege és üzemanyag kapacitása, ennek köszönhetően hatótávolsága 7370 tengeri mérföld (13 650 km) és utaskapacitása kétosztályos elrendezésben 396 fő. A változat gereblyézett és meghosszabbított szárnyhegyekkel, megerősített géptörzzsel és szárnyakkal, valamint módosított főfutóművel rendelkezik. A –300ER változaton vannak a világ legnagyobb tolóerejű hajtóművei, a GE 90-115B jelűek, amelyek hajtóművenként 513 kN tolóerőre képesek.
Az első 777-300ER-t az Air France kapta 2004. április 29-én. A -300ER azóta a legnépszerűbb 777-es változat lett, 2010-re felülmúlva a –200ER-es változatot a rendelések és 2013-ra az átadások számában is.

### 777X

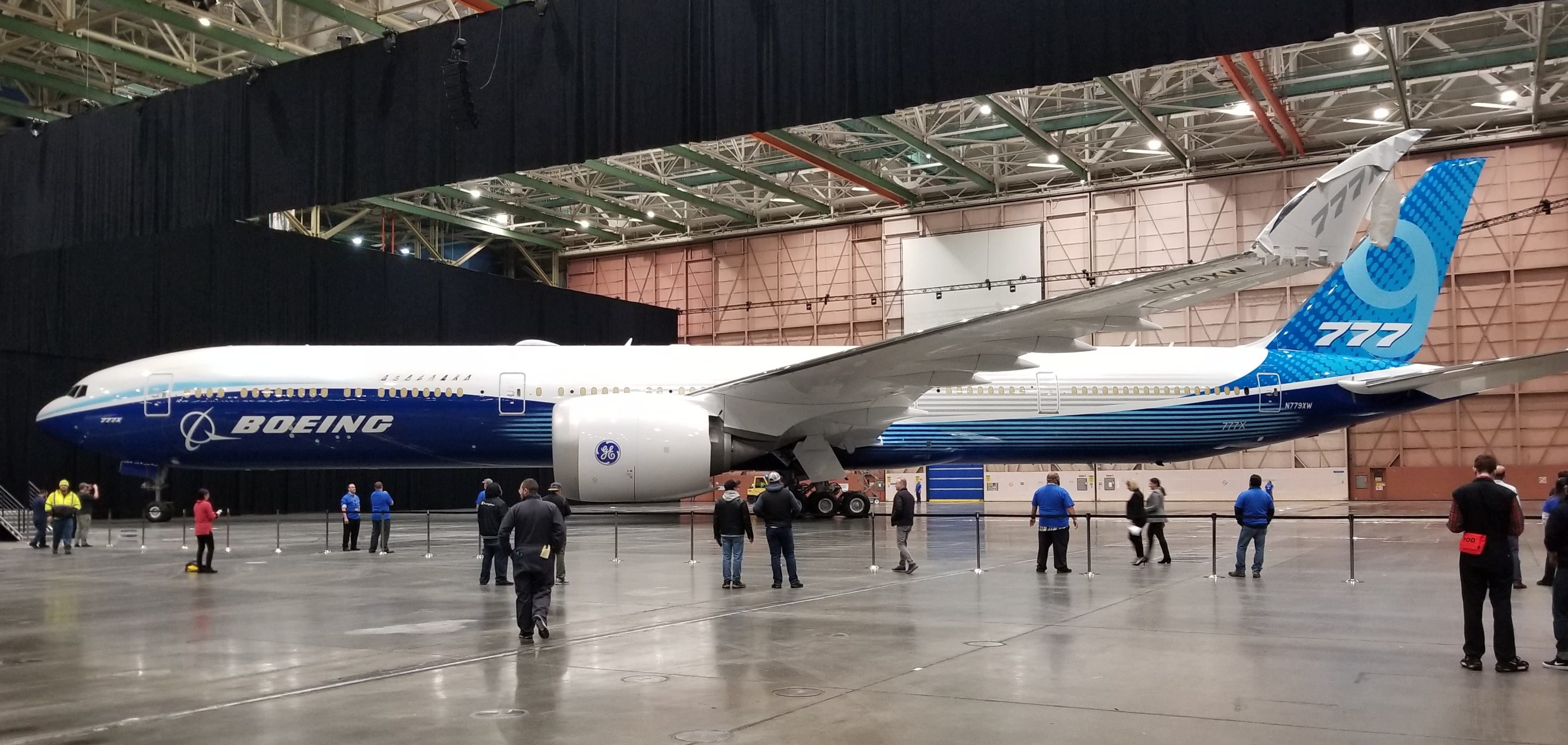
Az első összeszerelt 777X, egy 777–9-es, 2019. márciusban a Boeing everetti gyárában

A 777x a 777-es család legújabb változata. Új General Electric GE9x hajtóművekkel, kompozitanyagokból készült szárnyakkal, felhajtható szárnyvégekkel, nagyobb kabinátmérővel, megnövelt utaskapacitással és a Boeing 787 Dreamlinerből származó technikával van felszerelve. Két változatban, 777–8 és 777–9 megnevezésekkel 2013. novemberben jelentették be hivatalosan. A 777–8-as 384 utast szállít majd 16 170 kilométerre, a 777–9-es 426 utast 13 500 kilométerre. A jelenlegi tervek szerint az első 777X-et 2025-ben szállítják majd le a légitársaságoknak.
A 777–9 első tesztrepülésére 2020. január 25-én került sor, a második 777–9 tesztgép pedig három hónappal később, április 30-án szállt levegőbe. A tesztrepülések azóta többször szüneteltek a Covid19-pandémia, az amerikai Szövetségi Légügyi Hivatal (FAA) által a 737 MAX balesetei után szigorított típusengedélyeztetési hatósági követelmények, a Boeing alkalmazottjainak sztrájkja és a tesztelések során felbukkanó problémák, köztük a hajtómű támaszain felfedezett repedések miatt is. A berepülési és tanúsítási program csúszása miatt a gép szolgálatba állása a Lufthansa kötelékében fokozatosan 2021-ről 2026-ra csúszott.

## Műszaki adatok
|                             | Boeing 777-200                                             | Boeing 777-200 ER                                          | Boeing 777-200 LR                                          | Boeing 777-300                                             | Boeing 777-300 ER                                          | Boeing 777-8X        | Boeing 777-9X        |
| --------------------------- | ---------------------------------------------------------- | ---------------------------------------------------------- | ---------------------------------------------------------- | ---------------------------------------------------------- | ---------------------------------------------------------- | -------------------- | -------------------- |
| Személyzet                  | 2 pilóta+utaskísérők                                       | 2 pilóta+utaskísérők                                       | 2 pilóta+utaskísérők                                       | 2 pilóta+utaskísérők                                       | 2 pilóta+utaskísérők                                       | 2 pilóta+utaskísérők | 2 pilóta+utaskísérők |
| Férőhely                    | 305 fő (3 osztályos) 400 fő (2 osztályos) 440 fő (maximum) | 305 fő (3 osztályos) 400 fő (2 osztályos) 440 fő (maximum) | 305 fő (3 osztályos) 400 fő (2 osztályos) 440 fő (maximum) | 386 fő (3 osztályos) 451 fő (2 osztályos) 550 fő (maximum) | 386 fő (3 osztályos) 451 fő (2 osztályos) 550 fő (maximum) | 353 fő (3 osztályos) | 427 fő (3 osztályos) |
| Hossz                       | 63.7 m                                                     | 63.7 m                                                     | 63.7 m                                                     | 73.9 m                                                     | 73.9 m                                                     | 69.5 m               | 76.5 m               |
| Szárnyfesztávolság          | 60.9 m                                                     | 60.9 m                                                     | 64.8 m                                                     | 60.9 m                                                     | 64.8 m                                                     | 64.8 m-71.8 m        | 64.8 m-71.8 m        |
| Magasság                    | 18.5 m                                                     | 18.5 m                                                     | 18.6 m                                                     | 18.5 m                                                     | 18.5 m                                                     | 19.7 m               | 19.7 m               |
| Szerkezeti tömeg            | 134 800 kg                                                 | 138 100 kg                                                 | 145 150 kg                                                 | 160 500 kg                                                 | 167 800 kg                                                 | -                    | 188 241 kg           |
| Maximális felszállótömeg    | 247 200 kg                                                 | 297 550 kg                                                 | 347 500 kg                                                 | 299 370 kg                                                 | 351 500 kg                                                 | 351 500 kg           | 351 500 kg           |
| Maximális leszállótömeg     | 201 840 kg                                                 | 213 180 kg                                                 | 223 168 kg                                                 | 237 680 kg                                                 | 251 290 kg                                                 | -                    | 252 651 kg           |
| Utazósebesség               | Mach 0,84 (560 mph, 905 km/h, 490 knots) 11 000 méteren    | Mach 0,84 (560 mph, 905 km/h, 490 knots) 11 000 méteren    | Mach 0,84 (560 mph, 905 km/h, 490 knots) 11 000 méteren    | Mach 0,84 (560 mph, 905 km/h, 490 knots) 11 000 méteren    | Mach 0,84 (560 mph, 905 km/h, 490 knots) 11 000 méteren    | -                    | -                    |
| Maximális sebesség          | Mach 0,87 (590 mph, 950 km/h, 512 knots) 11 000 méteren    | Mach 0,87 (590 mph, 950 km/h, 512 knots) 11 000 méteren    | Mach 0,87 (590 mph, 950 km/h, 512 knots) 11 000 méteren    | Mach 0,87 (590 mph, 950 km/h, 512 knots) 11 000 méteren    | Mach 0,87 (590 mph, 950 km/h, 512 knots) 11 000 méteren    | -                    | -                    |
| Hatótáv                     | 9 700 km                                                   | 14 310 km                                                  | 17 395 km                                                  | 11 120 km                                                  | 14 490 km                                                  | 17 224 km            | 15 186 km            |
| Maximális repülési magasság | 13 140 m                                                   | 13 140 m                                                   | 13 140 m                                                   | 13 140 m                                                   | 13 140 m                                                   |                      |                      |
| Hajtómű (2x)                | PW 4077 RR 877 GE90-77B                                    | PW 4090 RR 895 GE90-94B                                    | GE90-110B1 GE90-115B1                                      | PW 4098 RR 892 GE90-92B/-94B                               | GE90-115B1                                                 | GE9X                 | GE9X                 |
| Tolóerő (2x)                | PW: 342 kN RR: 338 kN GE: 342 kN                           | PW: 400 kN RR: 415 kN GE: 417 kN                           | GE −110B: 490 kN GE −115B: 512 kN                          | PW: 436 kN RR: 415 kN GE: 409 kN/418 kN                    | 512 kN                                                     | 470 kN               | 470 kN               |

## Balesetek
2014. januárjáig a 777-esek kilenc balesetet szenvedtek, repülőgép ebből háromszor semmisült meg. Az első halálos baleset, amely egy 777-eshez köthető, a Denveri nemzetközi repülőtéren történt 2001. szeptember 5-én, amikor az üzemanyag újratöltése közben tűz keletkezett, a földi személyzet egyik dolgozója pedig halálos égési sérüléseket szenvedett. A British Airways tulajdonában lévő repülőgép szárnya megperzselődött, a javítás után azonban ismét szolgálatba állították.
Az első 777-es, amely balesetben összetört, a British Airways 38-as járata volt 2008. január 17-én. A gép a londoni Heathrow repülőtéren a leszállópálya előtt 300 méterrel ért földet, mert a hajtóművek nem fejtettek ki megfelelő tolóerőt. A gépen tartózkodók közül 47-en sérültek meg. A vizsgálat szerint a balesetet az üzemanyagcsövekben képződött jég okozta.
2011. július 29-én kigyulladt az EgyptAir 777-200-as gépének a pilótafülkéje Kairói repülőtéren. A repülőgépet leselejtezték.[forrás?]
2013. július 6-án az Asiana Airlines 777-200ER repülőgépe a San Franciscó-i nemzetközi repülőtéren a kifutópálya előtt ért földet. A balesetben két ember vesztette életét, egyet pedig a balesethez érkező tűzoltó autó gázolt halálra.
2014. március 8-án a Malaysia Airlines Kuala Lumpurból Pekingbe tartó 370-es járata, amely egy 777-200ER típusú repülőgép, helyi idő szerint hajnalban eltűnt a Thai-öböl felett. A gépen 227 utas és 12 főnyi személyzet tartózkodott.
2014. július 17-én a Malaysia Airlines Amszterdamból Kuala Lumpurba tartó menetrend szerinti járatát lelőtték az orosz–ukrán határ közelében. A fedélzeten tartózkodó 283 utas és 15 főnyi személyzet életét vesztette.
2016. augusztus 3-án az Emirates A6-EMW lajstromjelű 777-300-as repülőgépe átstartolás közben hasra szállt és kigyulladt. A gépen 275 fő tartózkodott akik közül senki sem sérült meg, viszont egy tűzoltó oltás közben meghalt. Ez volt a flotta balesetben megsemmisült első gépe.

## Fordítás
- Ez a szócikk részben vagy egészben  a   Boeing 777 című angol Wikipédia-szócikk fordításán alapul.  Az eredeti cikk szerkesztőit annak laptörténete sorolja fel. Ez a jelzés csupán a megfogalmazás eredetét és a szerzői jogokat jelzi, nem szolgál a cikkben szereplő információk forrásmegjelöléseként.